# 河北東路
河北東路是中國宋朝（960年-1279年）的一个地方行政区，地處北宋 的北部。宋仁宗庆历二年（1042年），河北路旧分东、西两路，后并为一路。熙宁六年（1073年）正式分河北路为河北东、河北西二路。 金朝灭亡后撤销。宋朝治所在大名府，金朝治所在河间府。
北宋時，此地被临被五代时后晋割让的燕云十六州；北宋初年宋太宗在高梁河（今北京市海淀区）与辽战斗，意图收复被后晋割让的燕云十六州未果。
南宋建炎衣冠南渡，宋朝河北東路建制撤銷。
北宋時，京東西路包括三府--  大名府、开德府、河间府；十一州--沧、冀、博、棣、莫、雄、霸、德、滨、恩，清；五军-- 德清、保顺、永静、信安、保定以及县五十七等。辖区包括今天河北省南部与东部，山东省，河南省黄河以北的局部地方。

## 行政區劃
| 府、州、军 | 附郭县 | 县                                                 | 監 |
| 大名府     | 魏郡   | 元城 莘 大名 内黄 成安 魏 馆陶 夏津 清平 冠氏 宗城 |    |
| 开德府     | 澶渊郡 | 濮阳 观城 临河 清丰 卫南 朝城 南乐                 |    |
| 河间府     | 河间郡 | 河间 乐寿 束城                                     |    |
| 沧州       | 景城郡 | 清池 无棣 盐山 乐陵 南皮                           |    |
| 冀州       | 信都郡 | 信都 蓚 南宫 枣强 武邑 衡水                        |    |
| 博州       | 博平郡 | 聊城 高唐 堂邑 博平                                |    |
| 棣州       | 乐安郡 | 厌次 商河 阳信                                     |    |
| 莫州       | 文安郡 | 任丘                                               |    |
| 雄州       | 归信   | 容城                                               |    |
| 霸州       | 文安   | 大城                                               |    |
| 德州       | 平原郡 | 安德 平原                                          |    |
| 滨州       | 渤海   | 招安                                               |    |
| 恩州       | 清河郡 | 清河 武城 历亭                                     |    |
| 清州       | 乾宁军 | 乾宁                                               |    |

## 北宋滅亡後的齊政權
1129年三月，金国任命刘豫移居東平府，为京東西淮南等路安撫使，管理大名府、開州、德州、濮州、滨州、博州、棣州、滄州。1130年七月，在完顏宗翰的策划下，刘豫即皇帝位，国号大齐，国都在宋朝的北京大名府。刘豫于九月初九（1130年10月12日）正式即位皇帝，年号奉金朝正朔。1137年，金熙宗废刘豫为蜀王并且废除齐国，該地正式納入金朝直轄範圍。

## 长官

### 金朝
关于金朝的河北東路兵马都总管兼河间尹，参见河间府